# 汉斯·希伯
汉斯·希伯（1896年7月11日—1941年11月30日，Hans Shippe，别名Asiaticus，出生姓名Mojzes Grzyb），出生于奥匈帝国加利西亚的塔尔努夫，是德国（或加利西亚）的记者和经济学家。
希伯除了在德国期刊（如《Die Weltbühne》和《Die Neue Weltbühne》等）上使用的笔名Asiaticus之外，还用其他名字写作，例如Heinz Grzyb、Heinz Möller（在德国）、Hans Shippe（在英文报纸）和Xibo（在中国）等。
希伯在中国待了很长时间，从北伐战争到国共两党的内战，再到中国抗日战争。他作为通讯员，主要向西方读者介绍那里的政治局势。

## 生平
希伯于 1896 年出生在加利西亚塔尔努夫，是一位犹太商人的儿子。他从小就在政治上参与共产主义运动，在奥地利军队服役期间因为反战而被囚禁。从 1918 年起，他以“Heinz Möller”的名义在德国担任记者，并在1918/1919年初的创立大会上成为德国共产党的成员。然而，他为《Nordwestdeutsche Echo》撰写的关于十月革命五周年的社论，导致他被从德国驱逐到苏联。在那里，希伯被共产国际执行委员会聘为德国共产党代表团的秘书。 在几年后，希伯被禁止在德共继续工作，之后他第一次去了中国。
希伯在中国的第一次逗留期间（1925年-1927年）亲身经历了中华民国早期的革命事件，如五卅运动和北伐战争，并在《人民论坛报》、《中国通讯》和《中国通讯》等各种机关报上进行报道。他作为一名哲学家和政治经济学家，深入研究了中国的历史和经济状况问题。回到德国后，他作为中国革命的见证者受到欢迎。1928 年，他的著作《从广州到上海 1926-27》在维也纳和柏林出版。1929年希伯又以笔名“Asiaticus”在日本出版了这本书。
在德国，希伯曾担任德共机关报《Der Kämpfer》的主编。但他在1928年9月29日的社论中对党的领导提出批评，导致他被解雇，同时被开除了党籍。1929年德国共产党分裂后，希伯加入了新成立的人民党反对派，并担任其新闻机关报 "Volksrecht "的编辑。他不仅在那里发表了大量与中国有关的文章，同时还在 "Arbeiterpolitik "和 "Gegen den Strom"，也在 "Wirtschaftsdienst "和 "Weltbühne "等左翼刊上发表。
1932年年中，希伯再次前往上海。直到 1941 年去世前他一直留在中国，长期在左翼媒体或革命媒体（例如《新世界报》《太平洋事务报》《中国之声》《今日中国》《消息报》)上为中国撰写报道。同时，希伯与妻子格特鲁德-罗森堡（Gertrud Rosenberg）、奥地利记者魏璐诗、美国记者艾格尼丝·史沫特莱和德裔美国社会学家、汉学家魏复古等中外志同道合者在上海形成了一个圈子，就中国的政治和政治经济问题进行了（偶尔是激烈的）辩论。
1937年抗日战争爆发后，希伯和他的妻子，与其他在华的德国和奥地利反法西斯人士一同支持中国共产党。他们尽力保持上海与新四军的无线电联系，或尝试通过香港采购药品。同时，希佩作为一名记者，亲自前往抗日根据地，近距离的报道军队战斗情况。1938年春天，他在延安见到了毛泽东，不久之后又见到了周恩来。他还采访了刘少奇和陈毅。
希伯于1941年5月前往苏北抗日根据地，随军进行采访并劳作，并且跟随新四军参加了50多天的反扫荡。1941年9月，他随八路军前往抵达山东沂蒙。尽管形势严峻，但希伯仍坚持留在沂蒙。11月底，他所在的部队被日军包围，希伯于11月30日的战斗中牺牲。
1989年10月，汉斯·希伯的雕像在华东革命烈士陵园揭幕。
2014年9月，中华人民共和国民政部公布第一批著名抗日英烈和英雄群体名录，汉斯·希伯名列其中。

## 著作

### 文集
- 《从广州到上海 1926-27》，1928年。
  - 日语版：别府重夫（译），Ajiachikusu アジアチクス： Canton-kara Shanhai-e。 Shina kakumei ki 『广东から上海へ―――支那革命记』。东京：上野书店，1929年。
- 《希伯文集》。山东人民出版社, 1986年。

## 文学
- 谷牧：《深切怀念汉斯希伯同志》。载于：《瞪望》第42期（1989）。
- 谷牧：《我有一个战友”（原文如此）。纪念我的德国朋友汉斯·希普》。载于《今日中国》，1990年
- 《战斗在中华大地: 汉斯希伯在中国》。山东人民出版社, 1990年
- 宫厚英：《汉斯希伯》。中央党史出版社, 2005年。ISBN 7801991958 。